# Skruvhornsget
Skruvhornsget, skruvget eller markhor (Capra falconeri) är en art i släktet getter som förekommer i Centralasien.

## Kännetecken
Skruvhornsgeten är kraftigare än de flesta andra getterna. Den har korta extremiteter och breda hovar. Kroppslängden ligger hos vuxna exemplar mellan 132 och 186 centimeter och därtill kommer en 8 till 20 centimeter lång svans. Mankhöjden ligger mellan 65 och 115 centimeter. Hannar når en vikt mellan 80 och 110 kilogram medan honor bara är 32 till 50 kilogram tunga.
Pälsens grundfärg är grå med drag till rödaktig och gulaktig. Under vintern är färgen blekare, mer grå och pälsen längre. På ryggens topp förekommer en längsgående mörkbrun strimma. Bockar har dessutom ett svart skägg, en mörk man som når från halsen till bröstet och tofsar på extremiteterna.
Hornen står på huvudet tätt bredvid varandra och bildar på vägen uppåt ett V. Dessutom vrids kanterna så att hornet likar en spiral. Hannarnas horn är med en längd av maximalt 160 centimeter betydligt längre än honornas horn som är omkring 25 centimeter långa.

## Utbredning och habitat
I Centralasien omfattar utbredningsområdet östra Afghanistan, norra Indien (unionsterritoriet Jammu och Kashmir), Pakistan samt södra regioner i Tadzjikistan, Turkmenistan och Uzbekistan. Skruvhornsgeten finns både i bergstrakter, i stäppen samt i ökenområden. Oftast vistas den bara lite ovanför trädgränsen. De förekommer alltså i lite lägre regioner än sibirisk stenbock (Capra sibirica) som har samma utbredningsområde. Under vintern vandrar de ofta i ännu lägre regioner. Å andra sidan klättrar skruvhornsgeten ibland upp till 3600 meter över havet.

## Levnadssätt
Arten är huvudsakligen aktiv under gryningen och under senare eftermiddagen. Födan utgörs främst av gräs (varma årstider) och löv samt kvistar (vinter). Honor lever tillsammans med sina ungdjur i mindre flockar av genomsnittlig nio individer men ibland syns större grupper med upp till 100 exemplar. Hannarna lever utanför parningstiden ensamma. Under dessa tider är hannar mycket aggressiva. Genom strider försöker de att ta kontroll över en flock med honor. I norra Pakistan förekommer några hannar som blir hela året kvar i flockarna.
Parningen sker under hösten eller vintern. Efter dräktigheten som varar mellan 135 och 170 dagar föder honan mellan april och juni ett eller två ungar. Efter 5 till 6 månader slutar honan att ge di men ungarna stannar minst fram till nästa parningstid hos modern. Efter 18 till 30 månader blir ungarna könsmogna. Den maximala livslängden uppskattas med 11 eller 12 år.

## Skruvhornsgeten och människor
IUCN listar skruvhornsgeten som nära hotad (NT). Orsaken är framförallt jakten för hornets skull som anses som troféjakt. Ibland utnyttjas även köttet och huden för framställning av läder. Även sjukdomar som överföras från tama getter påverkar beståndet.
I Pakistan är skruvhornsgeten en symbol för nationen.

## Systematik
Skruvhornsgeten räknas i familjen slidhornsdjur till släktet getter (Capra). Det skiljas mellan tre underarter: Capra falconeri falconeri  lever i Indien och Pakistan, C. f. megaceros förekommer i Afghanistan och C. f. heptneri finns i Tadzjikistan och Uzbekistan. Den sistnämnda underarten är akut hotad. Ibland förtecknas en fjärde underart, C. f. jerdoni, som troligtvis är identisk med C. f. megaceros.
Artens epitet hedrar den skotska paleontologen och botanikern Hugh Falconer.